# 사창동
사창동(司倉洞)은 대한민국 충청북도 청주시 서원구에 있는 동이다. 동 근처에는 충북대학교가 있으며, 동 중앙에는 인근 교통의 요지인 사창사거리가 있다.

## 교육 시설
- 충북대학교
- 청주중앙여자고등학교
- 창신초등학교

## 기관
- 한국주택금융공사 충북지사
- 청주전파관리소

## 아파트
| 단지명            | 건설사 | 시행사                   | 주소                   | 입주        | 비고                 |
| ----------------- | ------ | ------------------------ | ---------------------- | ----------- | -------------------- |
| 사창동 대원칸타빌 | ㈜대원 | 사직주공1단지 재건축조합 | 서원구 예체로67번길 87 | 2007년 11월 | 사직주공1단지 재건축 |

## 역사
- 1897년, 충청북도 청주군 서주내면 사창리
- 1914년, 충청북도 청주군 사주면 사창리
- 1963년, 충청북도 청주시 사직·사창동
- 1979년, 충청북도 청주시 사창동
- 1995년, 충청북도 청주시 흥덕구 사창동
- 2014년, 충청북도 청주시 서원구 사창동